# Warszauka
Warszauka (biał. Варшаўка; ros. Варшавка, Warszawka) – wieś na Białorusi, w rejonie puchowickim obwodu mińskiego, około 1,5 km na południowy zachód od Rudzieńska.